# Andreas Olsen
Andreas Lava Olsen (Leirvík, 9 ottobre 1987) è un ex calciatore faroese, di ruolo attaccante.

## Carriera

### Club
Ha giocato nella prima divisione faroese.
In carriera ha totalizzato complessivamente 20 presenze e 2 reti nei turni preliminari delle varie competizioni UEFA per club.

### Nazionale
Nel 2008 ha esordito nella nazionale faroese.